# Guatteria ferruginea
Guatteria ferruginea är en kirimojaväxtart som beskrevs av A. St.-hil. Guatteria ferruginea ingår i släktet Guatteria och familjen kirimojaväxter. IUCN kategoriserar arten globalt som otillräckligt studerad. Inga underarter finns listade i Catalogue of Life.